# Вашон, Кристин
Кристи́н Вашо́н (англ. Christine Vachon; род. 1962, Нью-Йорк, США) — американский продюсер. Вашон известна по работе в области независимого кино.

## Ранние годы
Вашон родилась в 1962 году в Манхэттене, Нью-Йорк. Она является дочерью Франсуазы Форестье и фотографа Джона Вашона.

## Карьера
В 1983 году окончила Браунский университет, где во время учёбы познакомилась с Тоддом Хейнсом и Барри Эллсуортом. Вместе, они создали в 1987 году Apparatus Productions, некоммерческую компанию, деятельность которой была направлена на создание антиголливудской продукции и которая курировала производство семи фильмов в течение пяти следующих лет.
Кристин Вашон со своей коллегой продюсером Памелой Коффлер в настоящее время работают в Killer Films, которая была создана ими в 1996 году. Компания отметила свой 10-летний юбилей в 2005 году и был удостоен ретроспективы в Музее современного искусства в Нью-Йорке.
Кристин Вашон спродюсировала дебютный фильм Тодда Хейнса «Яд», который получил Гран-при жюри кинофестиваля «Сандэнс», а также его последующие фильм «Бархатная золотая жила» об эпохе британского глэм-рока, который передавался в конце 1990-х на видеокассете из рук в руки и «Кэрол» (2015).

## Личная жизнь
Вашон и её партнёрша, художница Марлин Маккарти, живут в Ист-Виллидж вместе с их дочерью Гатри.